# U-18-Fußball-Europameisterschaft 1993
Die 9. U-18-Fußball-Europameisterschaft wurde in der Zeit vom 18. bis 25. Juli 1993 in England ausgetragen. Sieger wurde die gastgebende Mannschaft durch einen 1:0-Sieg über den Titelverteidiger Türkei. Deutschland konnte sich wie Österreich und die Schweiz nicht qualifizieren.
Ab diesem Jahr fand das Turnier wieder jährlich statt.

## Modus
Die acht qualifizierten Mannschaften werden auf zwei Gruppen zu je vier Mannschaften aufgeteilt. Innerhalb der Gruppen spielt jede Mannschaft einmal gegen jede andere. Die beiden Gruppensieger erreichen das Finale während die Gruppenzweiten um den dritten Platz spielen. 

## Teilnehmer
Am Turnier haben folgende Mannschaften teilgenommen:
| - England (Ausrichter) - Frankreich - Niederlande - Portugal | - Rumänien - Spanien - Türkei (Titelverteidiger) - Ungarn |

## Austragungsorte
Gespielt wurde in den Städten Crewe, Derby, Lincoln, Nottingham, Sheffield, Stoke-on-Trent und Walsall.

## Vorrunde

### Gruppe A
| Pl. | Land     | Sp. | S | U | N | Tore    | Diff. | Punkte |
| --- | -------- | --- | - | - | - | ------- | ----- | ------ |
| 1.  | Türkei   | 3   | 2 | 1 | 0 | 006:100 | +5    | 05:10  |
| 2.  | Portugal | 3   | 1 | 1 | 1 | 002:200 | ±0    | 03:30  |
| 3.  | Ungarn   | 3   | 1 | 1 | 1 | 002:300 | −1    | 03:30  |
| 4.  | Rumänien | 3   | 0 | 1 | 2 | 000:400 | −4    | 01:50  |

|                             |   |          |     |
| 18. Juli 1993 in Lincoln    |   |          |     |
| Portugal                    | – | Rumänien | 0:0 |
| 18. Juli 1993 in Sheffield  |   |          |     |
| Ungarn                      | – | Türkei   | 1:1 |
| 20. Juli 1993 in Lincoln    |   |          |     |
| Portugal                    | – | Ungarn   | 2:0 |
| 20. Juli 1993 in Nottingham |   |          |     |
| Rumänien                    | – | Türkei   | 0:3 |
| 22. Juli 1993 in Nottingham |   |          |     |
| Türkei                      | – | Portugal | 2:0 |
| 22. Juli 1993 in Derby      |   |          |     |
| Rumänien                    | – | Ungarn   | 0:1 |

### Gruppe B
| Pl. | Land        | Sp. | S | U | N | Tore    | Diff. | Punkte |
| --- | ----------- | --- | - | - | - | ------- | ----- | ------ |
| 1.  | England     | 3   | 3 | 0 | 0 | 011:200 | +9    | 06:0   |
| 2.  | Spanien     | 3   | 2 | 0 | 1 | 008:800 | ±0    | 04:20  |
| 3.  | Niederlande | 3   | 0 | 1 | 2 | 004:800 | −4    | 01:50  |
| 4.  | Frankreich  | 3   | 0 | 1 | 2 | 002:700 | −5    | 01:50  |

|                          |   |             |     |
| 18. Juli 1993 in Stoke   |   |             |     |
| England                  | – | Frankreich  | 2:0 |
| 18. Juli 1993 in Walsall |   |             |     |
| Spanien                  | – | Niederlande | 3:2 |
| 20. Juli 1993 in Walsall |   |             |     |
| England                  | – | Niederlande | 4:1 |
| 20. Juli 1993 in Crewe   |   |             |     |
| Spanien                  | – | Frankreich  | 4:1 |
| 22. Juli 1993 in Stoke   |   |             |     |
| Niederlande              | – | Frankreich  | 1:1 |
| 22. Juli 1993 in Walsall |   |             |     |
| England                  | – | Spanien     | 5:1 |

## Finalrunde

### Spiel um Platz drei
|                             |   |          |     |
| 25. Juli 1993 in Nottingham |   |          |     |
| Spanien                     | – | Portugal | 2:1 |

### Finale
| England                                     | England | Türkei | Türkei |
| ------------------------------------------- | --- | --- | ------ |
| England                                     | \| 25. Juli 1993 in Nottingham (City Ground) \| \| Ergebnis: 1:0 (0:0) \| \| Zuschauer: 40.015 \| \| Schiedsrichter: Roy Helge Olsen ( Norwegen) \|                                                   | \| 25. Juli 1993 in Nottingham (City Ground) \| \| Ergebnis: 1:0 (0:0) \| \| Zuschauer: 40.015 \| \| Schiedsrichter: Roy Helge Olsen ( Norwegen) \|                                                                          | Türkei |
| England                                     | Chris Day – Gary Neville, Sol Campbell, Chris Casper, Kevin Sharp – Darren Caskey, Mark Tinkler, Paul Scholes, Robbie Fowler – Julian Joachim, Kevin Gallen (71. Noel Whelan) Cheftrainer: Ted Powell | Murat Türksoy – Hakan Can, Serkan Reçber, Abdulsamet Yiğit, İlhami Arslan, Evren Nuri Turhan, Ender Traş, Oktay Derelioğlu, Temel Altintaş (84. Tarkan Alkan), Hasan Özer, Mustafa Kocabey (71. Tekin Sazlog) Cheftrainer: ? | Türkei |
| England                                     | 1:0 Darren Caskey (77.) | | Türkei |
| 25. Juli 1993 in Nottingham (City Ground)   | | |        |
| Ergebnis: 1:0 (0:0)                         | | |        |
| Zuschauer: 40.015                           | | |        |
| Schiedsrichter: Roy Helge Olsen ( Norwegen) | | |        |